# 圖利奇夫
51°0′8″N 24°39′43″E / 51.00222°N 24.66194°E
圖利奇夫（烏克蘭語：Туличів），是烏克蘭的村落，位於該國西部沃倫州，由科韋利區負責管轄，始建於1535年，面積2.24平方公里，海拔高度208米，2001年人口368，人口密度每平方公里164.14人。